# Vaikkojärvi (Jukkasjärvi socken, Lappland)
Vaikkojärvi (aktuell stavning Vaihkojärvi) är en sjö i Kiruna kommun i Lappland och ingår i Torneälvens huvudavrinningsområde. Sjön har en area på 2,72 kvadratkilometer och ligger 306 meter över havet. Sjön avvattnas av vattendraget Vaihkojoki.

## Delavrinningsområde
Vaikkojärvi ingår i det delavrinningsområde (753008-177085) som SMHI kallar för Utloppet av Vaikkojärvi. Medelhöjden är 315 meter över havet och ytan är 20,74 kvadratkilometer. Räknas de 9 avrinningsområdena uppströms in blir den ackumulerade arean 108,27 kvadratkilometer. Vaihkojoki som avvattnar avrinningsområdet har biflödesordning 3, vilket innebär att vattnet flödar genom totalt 3 vattendrag innan det når havet efter 326 kilometer. Avrinningsområdet består mestadels av skog (49 procent) och sankmarker (33 procent). Avrinningsområdet har 3,55 kvadratkilometer vattenytor vilket ger det en sjöprocent på 17,1 procent.

## Historia
Vaikkojärvi omnämns i gamla skattelängder som Waiicku Tresk (1559), Waske (1568), Uaicko (1576, 1594) eller Weicke träsk (1595). Sjön brukades av samer inom den historiska lappbyn Siggevara eller Lulebyn (Nederbyn), som omfattade den östra delen av Jukkasjärvi socken.